# Etchingroom1
EtchingRoom1 — офортна студія у Києві, заснована художницями Крістіною Ярош та Анною Ходьковою у 2016 році.
Студія брала участь у виставках в Україні та за кордоном, є призером Другої Національної бієнале молодого мистецтва (Харків, 2019), конкурсу молодих художників МУХі (Київ, 2019), Фестивалю молодих українських художників (Київ, 2017).
Працюють в техніці офорту, також створюють мозаїки та інсталяції.

## Учасники
Крістіна Ярош (Київ, Україна, 1994) — українська художниця, навчалась на факультеті графіки Національного технічного університету України «Київський політехнічний інститут імені Ігоря Сікорського».
Анна Ходькова (Шостка, Україна, 1990) — українська художниця, навчалась у Республіканській художній школі, кримському філіалі Національної академії образотворчого мистецтва та архітектури.
З 2016 року беруть участь в сольних та групових виставках в Мистецькому Арсеналі (виставка української графіки ХХ-ХХІ століть «Відбиток», Київ, Україна), Shcherbenko Art Centre (Київ), Dymchuk Gallery (Київ), Karas Gallery (Київ), Artsvit (Дніпро), NT-art Gallery (Одеса), WERKSTADT (Берлін, Німеччина), Ukrainian Institute of Modern Art (Чикаго, США), Zvonimir Gallery (Загреб, Хорватія) та інших.
Учасниці літературного фестивалю «Книжковий Арсенал» у Києві (2018, 2019). Проводили майстер-класи з офорту у Києві, Дніпрі.

## Участь у бієнале та конкурсах
- Конкурс молодих українських художників МУХі 2019 (Київ) — проєкт «Альбом», спеціальна премія[3].
- Друга бієнале молодого мистецтва (2019, Харків) — проєкт «Untitled», переможці[4].
- Фестиваль молодих художників (2017, Київ) — участь[5].

## Критика
В рецензіях та оглядах критики високо оцінюють гостроту та іронічність втілення тем, які цікавлять художниць, — соціальну ізоляцію, життя у великому місті, антиутопічність тощо.